# Сергій II
Сéргій II (лат. Sergius; ? — 24 січня 847, Рим, Папська держава) — сто другий папа Римський (січень 844—24 січня 847). Після смерті Григорія IV шляхом акламації новим папою було проголошено архидиякона Іоанна, тоді як знать вибрала на папський престол римлянина Сергія. Він приступив до правління негайно, не чекаючи згоди імператора Священної Римської імперії Лотара I. Через це Лотар запідозрив папу в намаганні не виконувати Римську Конституцію і послав до Рима свого сина Людовика з військом для відновлення своїх владних повноважень.
Однак, порозуміння було досягнуто. папа коронував Людовика королем лангобардів. Сергій II дбав про розвиток Рима, проте за часів його понтифікату процвітала симонія.